# كريس كريستوفيرسن
كريس كريستوفيرسن (بالإنجليزية:  Kris Kristofferson)‏، (22 يونيو 1936 - 28 سبتمبر 2024)، مغني أمريكي مشهور نجم موسيقى الريف المعروفة بالـ "country music" وممثلًا من الدرجة الأولى في هوليوود. كان يتمتع بأسلوب كتابة بارع وكاريزما قوية، حائز على منحة "رودز"
بالإضافة إلى الغناء، لعب دور البطولة أمام إلين بورستين في فيلم «Alice Doesn't Live Here Anymore» عام 1974، وأمام باربرا سترايساند في فيلم «A Star Is Born» عام 1976، وشارك في التمثيل إلى جانب ويسلي سنايبس في فيلم «Blade» عام 1998.

## وفاته
قالت المتحدثة باسم العائلة إيبي ماكفارلاند إن كريستوفرسون توفي في منزله في ماوي بهاواي يوم السبت عن عمر ناهز 88 عامًا. وأضافت أن كريستوفرسون توفى بسلام محاطًا بعائلته، دون ذكر سبب الوفاة.

## وصلات خارجية
- Kris Kristofferson Official Website
- The Old Oxonion Blues 1959 profile in Time
- Kris Kristofferson at the كانتري Hall of Fame
- New West Records: Kris Kristofferson
- كريس كريستوفيرسن على موقع IMDb (الإنجليزية)
- كريس كريستوفيرسن على موقع ميتاكريتيك (الإنجليزية)
- كريس كريستوفيرسن على موقع الموسوعة البريطانية (الإنجليزية)
- كريس كريستوفيرسن على موقع روتن توميتوز (الإنجليزية)
- كريس كريستوفيرسن على موقع مونزينجر (الألمانية)
- كريس كريستوفيرسن على موقع قاعدة بيانات الأفلام العربية
- كريس كريستوفيرسن على موقع ألو سيني (الفرنسية)
- كريس كريستوفيرسن على موقع ميوزك برينز (الإنجليزية)
- كريس كريستوفيرسن على موقع رولينغ ستون (الإنجليزية)
- كريس كريستوفيرسن على موقع تيرنر كلاسيك موفيز (الإنجليزية)
- Kris Kristofferson at bmi.com